# 7.ª etapa del Tour de Francia 2022
La 7.ª etapa del Tour de Francia 2022 tuvo lugar el 8 de julio de 2022 entre Tomblaine y La Planche des Belles Filles sobre un recorrido de 176,3 km. El vencedor, por segundo día consecutivo, fue el esloveno Tadej Pogačar del UAE Emirates, continuando así como el primero en la clasificación general.

## Clasificación de la etapa
| Tomblaine - La Planche des Belles Filles | etapa de montaña | (176,3 km) |

| \| Clasificación de la etapa \| Clasificación de la etapa \| Clasificación de la etapa \| Clasificación de la etapa \| Clasificación de la etapa \| \| Ciclista \| Ciclista \| Equipo \| Tiempo \| \| \| ------------------------- \| ------------------------- \| ------------------------- \| ------------------------- \| ------------------------- \| \| 1.º \| Tadej Pogačar \| UAE Team Emirates \| 3 h 58 min 40 s \| \| \| 2.º \| Jonas Vingegaard \| Jumbo-Visma \| + 0 s \| \| \| 3.º \| Primož Roglič \| Jumbo-Visma \| + 12 s \| \| \| 4.º \| Lennard Kämna \| Bora-Hansgrohe \| + 14 s \| \| \| 5.º \| Geraint Thomas \| Ineos Grenadiers \| + 14 s \| \| \| 6.º \| David Gaudu \| Groupama-FDJ \| + 19 s \| \| \| 7.º \| Enric Mas \| Movistar Team \| + 21 s \| \| \| 8.º \| Romain Bardet \| Team DSM \| + 21 s \| \| \| 9.º \| Adam Yates \| Ineos Grenadiers \| + 29 s \| \| \| 10.º \| Sepp Kuss \| Jumbo-Visma \| + 41 s \| \| |                  |                   |                 |
| |                  |                   |                 |
| Fuente: ProCyclingStats |                  |                   |                 |
| Clasificación de la etapa |                  |                   |                 |
| Ciclista | Ciclista         | Equipo            | Tiempo          |
| 1.º | Tadej Pogačar    | UAE Team Emirates | 3 h 58 min 40 s |
| 2.º | Jonas Vingegaard | Jumbo-Visma       | + 0 s           |
| 3.º | Primož Roglič    | Jumbo-Visma       | + 12 s          |
| 4.º | Lennard Kämna    | Bora-Hansgrohe    | + 14 s          |
| 5.º | Geraint Thomas   | Ineos Grenadiers  | + 14 s          |
| 6.º | David Gaudu      | Groupama-FDJ      | + 19 s          |
| 7.º | Enric Mas        | Movistar Team     | + 21 s          |
| 8.º | Romain Bardet    | Team DSM          | + 21 s          |
| 9.º | Adam Yates       | Ineos Grenadiers  | + 29 s          |
| 10.º | Sepp Kuss        | Jumbo-Visma       | + 41 s          |

## Clasificaciones al final de la etapa

### Clasificación general(Maillot Jaune)
| \| Clasificación general \| Clasificación general \| Clasificación general \| Clasificación general \| Clasificación general \| \| Ciclista \| Ciclista \| Equipo \| Tiempo \| \| \| --------------------- \| ---------------------- \| --------------------- \| --------------------- \| --------------------- \| \| 1.º \| Tadej Pogačar \| UAE Team Emirates \| 24 h 43 min 14 s \| \| \| 2.º \| Jonas Vingegaard \| Jumbo-Visma \| + 35 s \| \| \| 3.º \| Geraint Thomas \| Ineos Grenadiers \| + 1 min 10 s \| \| \| 4.º \| Adam Yates \| Ineos Grenadiers \| + 1 min 18 s \| \| \| 5.º \| David Gaudu \| Groupama-FDJ \| + 1 min 31 s \| \| \| 6.º \| Romain Bardet \| Team DSM \| + 1 min 32 s \| \| \| 7.º \| Thomas Pidcock \| Ineos Grenadiers \| + 1 min 35 s \| \| \| 8.º \| Neilson Powless \| EF Education-EasyPost \| + 1 min 37 s \| \| \| 9.º \| Enric Mas \| Movistar Team \| + 1 min 43 s \| \| \| 10.º \| Daniel Felipe Martínez \| Ineos Grenadiers \| + 1 min 55 s \| \| |                        |                       |                  |
| |                        |                       |                  |
| Fuente: ProCyclingStats |                        |                       |                  |
| Clasificación general |                        |                       |                  |
| Ciclista | Ciclista               | Equipo                | Tiempo           |
| 1.º | Tadej Pogačar          | UAE Team Emirates     | 24 h 43 min 14 s |
| 2.º | Jonas Vingegaard       | Jumbo-Visma           | + 35 s           |
| 3.º | Geraint Thomas         | Ineos Grenadiers      | + 1 min 10 s     |
| 4.º | Adam Yates             | Ineos Grenadiers      | + 1 min 18 s     |
| 5.º | David Gaudu            | Groupama-FDJ          | + 1 min 31 s     |
| 6.º | Romain Bardet          | Team DSM              | + 1 min 32 s     |
| 7.º | Thomas Pidcock         | Ineos Grenadiers      | + 1 min 35 s     |
| 8.º | Neilson Powless        | EF Education-EasyPost | + 1 min 37 s     |
| 9.º | Enric Mas              | Movistar Team         | + 1 min 43 s     |
| 10.º | Daniel Felipe Martínez | Ineos Grenadiers      | + 1 min 55 s     |

### Clasificación por puntos(Maillot Vert)
| Clasificación por puntos | Clasificación por puntos | Clasificación por puntos | Clasificación por puntos | Clasificación por puntos |
| Ciclista                 | Ciclista                 | Equipo                   | Puntos                   |                          |
| ------------------------ | ------------------------ | ------------------------ | ------------------------ | ------------------------ |
| 1.º                      | Wout van Aert            | Jumbo-Visma              | 203 pts                  |                          |
| 2.º                      | Fabio Jakobsen           | Quick-Step Alpha Vinyl   | 140 pts                  |                          |
| 3.º                      | Tadej Pogačar            | UAE Team Emirates        | 108 pts                  |                          |
| 4.º                      | Jasper Philipsen         | Alpecin-Deceuninck       | 89 pts                   |                          |
| 5.º                      | Christophe Laporte       | Jumbo-Visma              | 87 pts                   |                          |
| 6.º                      | Magnus Cort              | EF Education-EasyPost    | 86 pts                   |                          |
| 7.º                      | Peter Sagan              | TotalEnergies            | 86 pts                   |                          |
| 8.º                      | Simon Clarke             | Israel-Premier Tech      | 67 pts                   |                          |
| 9.º                      | Dylan Groenewegen        | BikeExchange-Jayco       | 60 pts                   |                          |
| 10.º                     | Mads Pedersen            | Trek-Segafredo           | 60 pts                   |                          |

### Clasificación de la montaña(Maillot à Pois Rouges)
| Clasificación de la montaña | Clasificación de la montaña | Clasificación de la montaña | Clasificación de la montaña | Clasificación de la montaña |
| Ciclista                    | Ciclista                    | Equipo                      | Puntos                      |                             |
| --------------------------- | --------------------------- | --------------------------- | --------------------------- | --------------------------- |
| 1.º                         | Magnus Cort                 | EF Education-EasyPost       | 11 pts                      |                             |
| 2.º                         | Tadej Pogačar               | UAE Team Emirates           | 10 pts                      |                             |
| 3.º                         | Jonas Vingegaard            | Jumbo-Visma                 | 8 pts                       |                             |
| 4.º                         | Primož Roglič               | Jumbo-Visma                 | 6 pts                       |                             |
| 5.º                         | Lennard Kämna               | Bora-Hansgrohe              | 5 pts                       |                             |
| 6.º                         | Simon Geschke               | Cofidis                     | 4 pts                       |                             |
| 7.º                         | Alexis Vuillermoz           | TotalEnergies               | 2 pts                       |                             |
| 8.º                         | Wout van Aert               | Jumbo-Visma                 | 2 pts                       |                             |
| 9.º                         | Geraint Thomas              | Ineos Grenadiers            | 2 pts                       |                             |
| 10.º                        | David Gaudu                 | Groupama-FDJ                | 2 pts                       |                             |

### Clasificación del mejor joven(Maillot Blanc)
| Clasificación del mejor joven | Clasificación del mejor joven | Clasificación del mejor joven      | Clasificación del mejor joven | Clasificación del mejor joven |
| Ciclista                      | Ciclista                      | Equipo                             | Tiempo                        |                               |
| ----------------------------- | ----------------------------- | ---------------------------------- | ----------------------------- | ----------------------------- |
| 1.º                           | Tadej Pogačar                 | UAE Team Emirates                  | 24 h 43 min 14 s              |                               |
| 2.º                           | Thomas Pidcock                | Ineos Grenadiers                   | + 40 s                        |                               |
| 3.º                           | Brandon McNulty               | UAE Team Emirates                  | + 6 min 28 s                  |                               |
| 4.º                           | Andreas Leknessund            | Team DSM                           | + 10 min 59 s                 |                               |
| 5.º                           | Matteo Jorgenson              | Movistar Team                      | + 15 min 30 s                 |                               |
| 6.º                           | Kevin Geniets                 | Groupama-FDJ                       | + 18 min 10 s                 |                               |
| 7.º                           | Jasper Philipsen              | Alpecin-Deceuninck                 | + 18 min 38 s                 |                               |
| 8.º                           | Fred Wright                   | Bahrain Victorious                 | + 22 min 11 s                 |                               |
| 9.º                           | Georg Zimmermann              | Intermarché-Wanty-Gobert Matériaux | + 24 min 50 s                 |                               |
| 10.º                          | Luca Mozzato                  | B&B Hotels-KTM                     | + 27 min 15 s                 |                               |

### Clasificación por equipos(Classement par Équipe)
| Clasificación por equipos | Clasificación por equipos | Clasificación por equipos | Clasificación por equipos |
| Equipo                    | Equipo                    | Tiempo                    |                           |
| ------------------------- | ------------------------- | ------------------------- | ------------------------- |
| 1.º                       | Ineos Grenadiers          | 74 h 13 min 25 s          |                           |
| 2.º                       | Jumbo-Visma               | + 26 s                    |                           |
| 3.º                       | EF Education-EasyPost     | + 5 min 55 s              |                           |
| 4.º                       | Bora-Hansgrohe            | + 6 min 20 s              |                           |
| 5.º                       | Groupama-FDJ              | + 7 min 38 s              |                           |
| 6.º                       | UAE Team Emirates         | + 8 min 22 s              |                           |
| 7.º                       | Bahrain Victorious        | + 8 min 45 s              |                           |
| 8.º                       | Trek-Segafredo            | + 12 min 35 s             |                           |
| 9.º                       | Arkéa-Samsic              | + 13 min 55 s             |                           |
| 10.º                      | Team DSM                  | + 14 min 26 s             |                           |

## Abandonos
Ninguno.